# Comunità virtuale
Una comunità virtuale o comunità online è, nell'accezione comune del termine, un insieme di persone interessate ad un determinato argomento, o con un approccio comune alla vita di relazione, che corrispondono tra loro attraverso una rete telematica, come Internet, e le reti di telefonia, costituendo una rete sociale con caratteristiche peculiari.

## Descrizione

### Caratteri generali
L'analisi del fenomeno, ampio ed articolato, si può affrontare dal punto di vista della sociologia, della psicologia dell'individuo appartenente alla comunità, così come dal punto di vista di comunicazione, computer, e reti, e dalle tipologie di applicazioni e protocolli, dedicati alla gestione delle informazioni di rete utilizzati per crearne la struttura. Aspetto fondamentale del fenomeno è comunque la creazione di un'identità, che rende il singolo membro di un gruppo.
Tale aggregazione non è necessariamente vincolata al luogo o paese di provenienza; essendo infatti questa una comunità online, chiunque può partecipare ovunque si trovi con un semplice accesso alle reti, lasciando messaggi su forum (Bullettin Board), partecipando a gruppi Usenet (Newsgroups o gruppi di discussione), o attraverso le chat room (Chiacchierate in linea) e programmi di messaggistica istantanea come ICQ, ebuddy, Pidgin, MSN Messenger, Yahoo! Messenger, WhatsApp e altri. Una comunità virtuale può rimanere unicamente tale, oppure estendersi nel mondo fisico, permettendo l'incontro dei suoi appartenenti.

### L'identità
Un aspetto fondamentale della comunicazione in tale aggregazione sociale consiste nella riduzione di inibizioni e condizioni di subordinazione presenti nella relazione diretta. Estesi studi sull'argomento sono stati condotti dalla sociologa Sara Kiesler, specializzata in interazione uomo-macchina. Il fenomeno è stato analizzato inizialmente in ambiti aziendali, dove l'identità dell'utente era comunque generalmente nota al gruppo. Nel comune utilizzo non professionale delle reti, invece, l'identità viene spesso nascosta dietro uno pseudonimo, o nickname, a cui può essere associato in caso di collegamento tramite interfacce grafiche un'immagine di riferimento, o avatar. Viene così a cadere, potenzialmente, ogni collegamento con la realtà fisica del soggetto. Età, aspetto, etnia, titolo, ceto sociale, sesso smettono quindi potenzialmente di costituire un vincolo. Questi aspetti decostruttivi sono stati analizzati e descritti in primo luogo da Elizabeth Mary Reid, nella sua tesi di dottorato, e nei suoi lavori successivi.

### Comunicazione e linguaggio
Lì dove le reti forniscono il canale fisico di comunicazione, un elemento fondamentale per lo sviluppo di comunità virtuali diventa l'utilizzo di un comune linguaggio, intanto a livello semantico, quindi di una comune lingua. L'ampia diffusione della lingua inglese in tempi recenti ha consentito lo sviluppo di comunità tra persone di diversa lingua madre.
Altro passo nell'estensione di un comune codice di interazione è stato il sopperire sinteticamente all'assenza di linguaggio non verbale. Un fatto noto nella comunicazione colloquiale è che il tono e la mimica associate a una stessa frase pronunciata possano farle assumere significati completamente diversi. L'utilizzo diffuso delle emoticons, (le faccine) si è diffuso in diversi contesti, e fin dagli esordi della rete (lo smiley originario è nato in epoca di computer con interfaccia utente a riga di comando). La capacità sintetica delle emoticons ha permesso il loro diffondersi, dall'uso su sistemi esclusivamente testuali, fino alle più recenti interfacce grafiche ad effetto tridimensionale.
Infine la diffusa frequentazione di ambienti dove la digitazione veloce del testo è fondamentale ha portato al diffondersi di uno slang e di una serie di abbreviazioni, a volte di interpretazione riservata agli addetti ai lavori.Si ritiene che un uso troppo esteso di questo linguaggio gergale sia da ritenersi cattiva educazione.

## Struttura
Premessa necessaria è che la modalità di interazione tra i membri, in ogni comunità, virtuale o meno, possa avvenire in forma sincrona o asincrona. Una lettera, o un messaggio in una bacheca universitaria sono ad esempio sistemi asincroni; una telefonata o un incontro diretto si configurano come modalità sincrone (in tempo reale).
Le comunità virtuali si appoggiano su svariate modalità di ambienti comunicativi. La struttura online di una comunità virtuale permette di soddisfare le necessità di comunicazione dei propri membri, sia nella forma individuale (one-to-one) che collettiva (many-to-many e one-to-many), a seconda delle esigenze. Esigenze che possono richiedere lo scambio di pareri o informazioni, la discussione pubblica o le relazioni interpersonali, la comunicazioni ai membri.

## Tipologie
Tra le molte tipologie di comunità virtuali possiamo distinguere, spaziando tra le varie finalità d'uso e le rispettive tempistiche d'interazione, tra i principali strumenti che le supportano:
- forum di discussione - è uno strumento di comunicazione asincrono, in cui le discussioni e le relative risposte da parte degli utenti (in alcuni casi previa registrazione) si sviluppano non in tempo reale. Un diffuso utilizzo dei forum avviene, ad esempio, per coagulare conoscenze ed aiutare gli utenti su argomenti tecnologici o informatici, oppure per raccogliere le opinioni su argomenti letterari, musicali, politici.
- newsgroup, gruppo di discussione - asincrono, analogo al precedente ma con molte funzionalità; operante anche in modalità disconnessa (off-line), tramite apposite applicazioni.
- guestbook (libro degli ospiti) - dal punto di vista fisico è simile all'apporre un biglietto su una bacheca
- mailing list (lista di e-mail) - vi si accede in genere tramite un programma di posta elettronica o via web (tramite browser). È simile al ricevere comunicazioni postali periodiche con possibilità di contribuire e spedirle ad un gruppo di indirizzi.
- chat - sincrona, potenzialmente usabile in modo collettivo, nelle cosiddette stanze, o canali, via web o tramite specifici applicativi.
- messaggistica istantanea o instant messenger-sincrona, analoga alla precedente, ma operante principalmente in modalità individuale. Le applicazioni di messaggistica istantanea con il maggior sviluppo di comunità virtuali sono WhatsApp, Telegram, Instagram, Facebook e Tiktok. In particolare sono degne di nota le Community di Whatsapp, tra le quali, per ordine di importanza: Numa, Alligator, Optic, Gold, Maschere e Death Demons; tutte capeggiate da Xeno Verdad.
- wiki - un esempio di comunità virtuale sono gli utenti iscritti a Wikipedia.
- newsletter - asincrona e unidirezionale (one-to-many). È simile al ricevere comunicazioni postali periodiche.
- blog - asincrono, comunicazione principale uno a molti, ma non solo. Strumento che consente di crearsi uno spazio pubblico sul web in cui il proprietario (blogger) inserisce dei messaggi. Dal punto di vista fisico, un diario, ma con la possibilità di contributi da parte di chi legge.
- Feed RSS asincrono. RSS è acronimo di Really Simple Syndication (distribuzione veramente semplice). Questa tecnologia permette agli utenti di restare sempre aggiornati sui siti di interesse, in genere blog o siti di informazione, fornendo i titoli o le informazioni principali dei siti web di interesse all'interno di finestre dedicate.
- nell'ambito dello sviluppo software per community un insieme di sviluppatori tra loro più o meno coordinati che apportano miglioramenti, benefici o cambiamenti ad un progetto software riunita in newsgroup.

### Ilbookcrossing
Un caso emblematico di commistione tra comunità virtuale e comunità reale, è quella offerta dal Bookcrossing. In questo caso osserviamo come una robusta comunità digitale, con oltre mezzo milione di iscritti, localizzata in diversi paesi del mondo, si concretizzi fisicamente negli incontri (in Italia i cosiddetti Meetup, locali e MUNZ, nazionali). La contaminazione tra diverse modalità di interazione è un caso non isolato, e sono frequenti ad esempio i siti, prevalentemente commerciali, che utilizzano la rete come supporto per finalità di incontro, ma in genere di tipo individuale e non rientranti quindi nella categoria comunitaria.
Secondo l'etnologa Alessandra Guigoni il caso del Bookcrossing è paradigmatico, e tentando di ricostituire forme, quasi scomparse nella società urbana contemporanea, di socialità primaria, va oltre e contribuisce alla costruzione di legami forti, proponendo contemporaneamente modalità sociali alternative a quelle dominanti.
(Alessandra Guigoni)

## Dati statistici
| Nome          | Utenti Registrati (in milioni) | Utenti attivi mensilmente (in milioni) | Data    | Stato originario della comunità virtuale |
| ------------- | ------------------------------ | -------------------------------------- | ------- | ---------------------------------------- |
| Facebook      | 2.963.000                      | 2000                                   | 02/2024 | USA                                      |
| Tencent QQ    | 712                            | 712                                    | 9/2011  | Cina                                     |
| Skype         | 663                            | 145                                    | 9/2011  | Danimarca/Svezia                         |
| Qzone         | 536                            | 200                                    | 11/2011 | Cina                                     |
| Twitter       | 500                            | 100                                    | 4/2012  | USA                                      |
| Google+       | 500                            | 150                                    | 12/2012 | USA                                      |
| WhatsApp      | 450                            | 315                                    | 02/2014 | USA                                      |
| Windows Live  | 330                            | 330                                    | 6/2012  | USA                                      |
| Sina Weibo    | 368                            | 37                                     | 6/2012  | Cina                                     |
| Tencent Weibo | 310                            | 50                                     | 12/2011 | Cina                                     |
| Habbo         | 273                            | 5                                      | 6/2012  | Finlandia                                |
| LinkedIn      | 175                            | 34                                     | 8/2012  | USA                                      |
| Badoo         | 162                            | 46                                     | 9/2012  | Regno Unito                              |
| VKontakte     | 140                            | 70                                     | 8/2012  | Russia                                   |
| Bebo          | 117                            | 13                                     | 7/2010  | USA                                      |